# Dagmar Möller

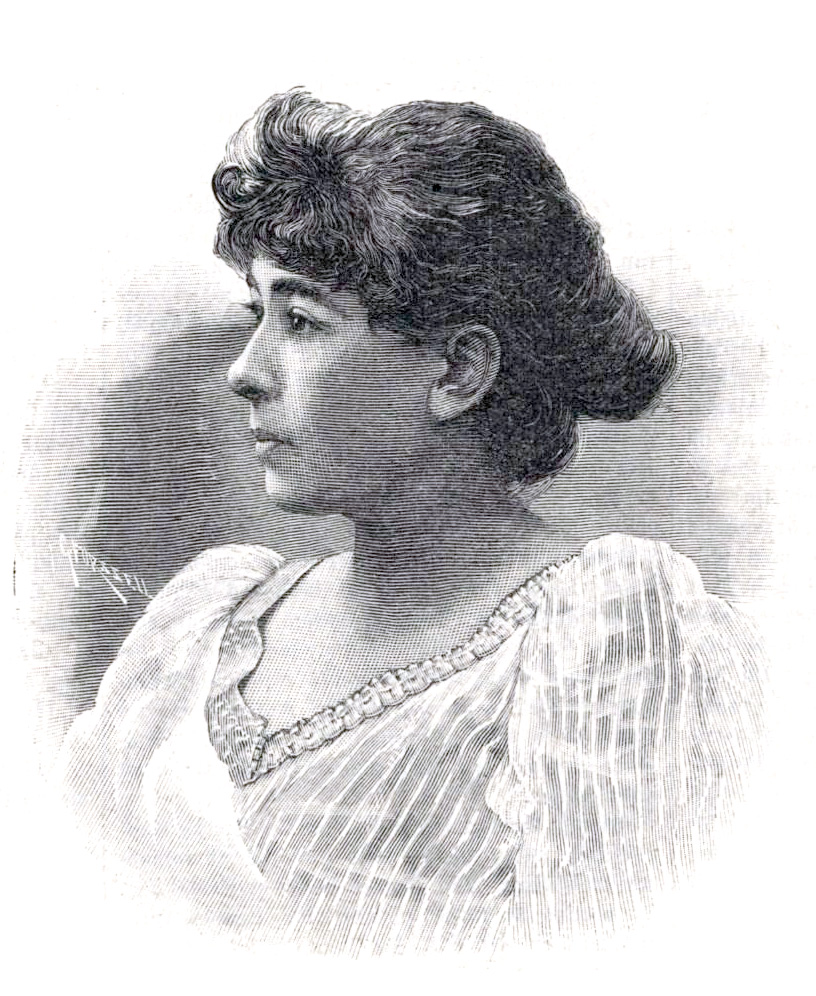
Dagmar Möller. Xilografía 1893.

Dagmar Möller, nacida como Dagmar Henriette Bosse (19 de diciembre de 1866-13 de enero de 1956) fue una cantante soprano y pedagoga vocal sueca. El compositor Edvard Grieg le dedicó el ciclo de canciones Haugtussa.

## Biografía
Möller estudió en el Real Conservatorio de Estocolmo entre los años 1882 y 1887 y trabajó en el Teatro Real desde 1887 hasta 1894. También estudió con Désirée Artôt en París y debutó en la Ópera Real de Estocolmo en 1887. Tuvo un gran éxito en papeles cómicos en dicha ciudad, además de en Oslo, entre 1891 y 1893. Se casó en 1888 con el músico Adolf Teodor Sterky, y en 1896, con el arquitecto Carl Möller. Sus hermanas fueron las actrices Harriet Bosse y Alma Fahlstrøm.
Möller fue profesora de canto en el conservatorio de la capital sueca entre los años 1900 y 1926, y en la Operahögskolan i Stockholm, la Universidad de Ópera, entre 1903 y 1913, además de en producciones teatrales entre 1900 y 1913. Su trabajo fue de gran importancia para la difusión de los Lieder nórdicos e interpretó obras del compositor Edvard Grieg, quien le dedicó un ciclo de canciones publicado en 1898. También interpretó canciones de Emil Sjögren, Wilhelm Stenhammar y Wilhelm Peterson-Berger.
Dagmar Möller fue la miembro número 507 de la Real Academia Sueca de Música, seleccionada el 26 de marzo de 1903. Además, ganó el galardón Litteris et Artibus en 1911.
Se casó en 1888 con el músico Adolf Sterky y, en 1896, con el arquitecto Carl Möller.